# チャールズ・ヘッジャー
チャールズ・ヘッジャー（Charles Hedger、1980年9月18日 - ）は、イギリス・イングランド出身のミュージシャン（ギタリスト）。エクストリーム・メタルバンド、クレイドル・オブ・フィルスの元ギタリスト。
1999年から活動を開始し、クレイドル・オブ・フィルスには2005年から参加し、2009年に脱退した。また2007年からは、Imperial Vengeanceでも活動している。
2012年より、ノルウェーのブラックメタルバンド、メイヘムのライヴギタリストとしても活動している。

## ディスコグラフィー

### クレイドル・オブ・フィルス
- 2005年	Peace Through Superior Firepower (DVD)
- 2006年	Temptation & Dirge Inferno (Single)
- 2006年	Thornographic (EP)
- 2006年	Thornography

### Imperial Vengeance
- 2008年 Death: August & Royal (EP)
- 2009年 At the Going Down of the Sun
- 2011年 Black Heart of Empire